# Гіршберг (Тюрингія)
Гіршберг (нім. Hirschberg) — місто в Німеччині, розташоване в землі Тюрингія. Входить до складу району Заале-Орла.
Площа — 24,12 км2. Населення становить 2168 ос. (станом на 31 грудня 2021).